# Географија Литваније
Литванија се налази на северу Европе. Обухвата површину од 65.200 km². Простире се од 53°до 57° N, и претежно између 21° и 27° E (мали део се налази западније од 21° Е. Има око 99 километара пешчаних обала, од којих само 38 километара је окренуто директно ка Балтичком мору, што је најмање од Балтичких Балтичких државеа;остатак је заклоњен Курландским заливом. Највећа и најважнија река, Њемен, важан је пловидбени пут.
Литванија је скоро у потпуности равничаркса земља, чији су рељеф углачали глечери из последњег леденог доба. Највиши врх је Аукштојас, са надморском висином од 294 метара, који се налази на истоку држае, близу границе са Белорусијом. На територији Литваније налази се неколико језера, као што је језеро Виштитис. Државу прекривају и шуме које чине око 33 процената укупне површине. Килма је претежно контитнентална, са влажним зимама и умерено топлим телима.
Француски научник Џорџ Афхолдер је 1989, који је радио на Француском Националном географском институту, одредио је да се географски центар Eвропе налази на 54°54′N 25°19′E. Ова тачка налази се 26 километара северно од главног града Литваније, Вилњуса.